# Shanica Knowles
Shanica Knowles é uma atriz e cantora estadunidense, conhecida por seus papéis em Unfabulous e Hannah Montana. Shanica é prima da cantora Beyoncé Knowles.

## Filmografia

### Televisão
- 2007 Hannah Montana como Amber Adison
- 2007 Jump In! como Shauna Lewis
- 2005 Unfabulous como Vanessa

| Ano          | Título                    | Personagem    | Notas                 |
| ------------ | ------------------------- | ------------- | --------------------- |
| 2005-2006    | Unfabulous                | Vanessa       | 3 Episódios           |
| 2006-present | Hannah Montana            | Amber Addison | Personagem Recorrente |
| 2007         | Jump In!                  | Shauna Keaton |                       |
| 2007         | Super Sweet 16: The Movie | Sierra        |                       |